# Vuohiluoto (udde)
Vuohiluoto är en udde i Finland. Den ligger i Åbo i landskapet Egentliga Finland, i den södra delen av landet, 160 km väster om huvudstaden Helsingfors.
Terrängen inåt land är platt. Havet är nära Vuohiluoto åt nordväst. Runt Vuohiluoto är det tätbefolkat, med 735 invånare per kvadratkilometer. Närmaste större samhälle är Åbo, 13,1 km nordost om Vuohiluoto. 